# Hugh Alessandroni
Hugh Vincenzo Alessandroni (* 15. Januar 1908 in New York City; † 31. März 1989 in Little Silver) war ein US-amerikanischer Florettfechter.

## Erfolge
Hugh Alessandroni nahm an zwei Olympischen Spielen teil. Bei den Olympischen Spielen 1932 in Los Angeles belegte er mit der Mannschaft den dritten Platz und erhielt mit Dernell Every, George Calnan, Richard Steere, Joseph Levis und Frank Righeimer somit die Bronzemedaille. Vier Jahre darauf schied er in Berlin in der zweiten Runde der Einzelkonkurrenz aus, während er mit der Mannschaft den fünften Platz erreichte. Er war mehrfacher Landesmeister im Einzel und mit der Mannschaft.
Alessandroni war Absolvent der Columbia University.